# Segunda guerra Zhili-Fengtian
La segunda guerra Zhili-Fengtian (en chino, 第二 次 直 奉 战争; pinyin, Dì'èrcì Zhifeng Zhànzhēng) de 1924 fue un conflicto entre la camarilla de Fengtian respaldada por Japón, con sede en Manchuria, y la camarilla de Zhili, que controlaba entonces la capital, Pekín, y estaba apoyada por intereses comerciales anglo-americanos. La guerra es considerada como la más importante en la época de los caudillos militares en China a comienzos del siglo XX.
El golpe de Pekín a manos del "general cristiano" Feng Yuxiang condujo a la derrota total de la camarilla de Zhili. Durante la contienda los bandos enfrentados libraron una gran batalla cerca de Tianjin en octubre de 1924, así como una serie de escaramuzas y asedios de menor relevancia. Tras el conflicto Zhang Zuolin, cabecilla de la camarilla Fengtian, y Feng nombraron primer ministro al antiguo caudillo militar Duan Qirui, que carecía ya de poder.
La guerra también distrajo a los señores de la guerra del norte de los nacionalistas que, apoyados por los soviéticos y con su centro de poder en la provincia meridional de Guangdong, pudieron prepara sin trabas la Expedición al Norte que reunificó China bajo el liderazgo de Chiang Kai-shek.

## Causas
En el verano de 1924, la camarilla de Zhili, encabezada por el presidente Cao Kun, apoyado por el ejército de Wu Peifu, controlaba gran parte de la China tradicional y el gobierno de Beiyang, único reconocido internacionalmente. La camarilla no tenía rivales de importancia en el territorio de las 18 provincias y gozaba de la simpatía cautelosa de Londres y Washington.
La causa inicial del conflicto se debió al enfrentamiento por el control de Shanghái, la ciudad más grande de China y su puerto principal, que era legalmente parte de la provincia de Jiangsu, controlada por el general Qi Xieyuan, miembro de la camarilla de Zhili. Sin embargo, la ciudad estaba realmente bajo la administración de Lu Yongxiang, que controlaba la vecina provincia de Zhejiang.
Lu pertenecía a la camarilla de Anhui, en decadencia y a la que se le permitía mantener ciertos territorios, como la importante provincia de Shandong siempre que permaneciese neutral en las disputas de su antigua rival, la camarilla de Zhili.
En septiembre, la lucha estalló cuando las autoridades de Zhejiang se negaron a ceder la administración de la ciudad a Qi Xieyuan. Zhang Zuolin, caudillo de Manchuria, y Sun Yat-sen se comprometieron a defender la neutralidad de Zhejiang, extendiéndose el conflicto del norte al sur del país. La camarilla de Fengtian, encabezada por Zhang, utilizaba el enfrentamiento por Shanghái para tratar de tomar la revancha por su anterior derrota a manos de la camarilla de Zhili y había realizado cuidadosos preparativos.
La camarilla de Zhili, por el contrario, había sobrestimado su propia fuerza y se vio completamente sorprendida por el estallido de esta nueva contienda contra su rival de Manchuria.

## Fengtian se prepara para la guerra

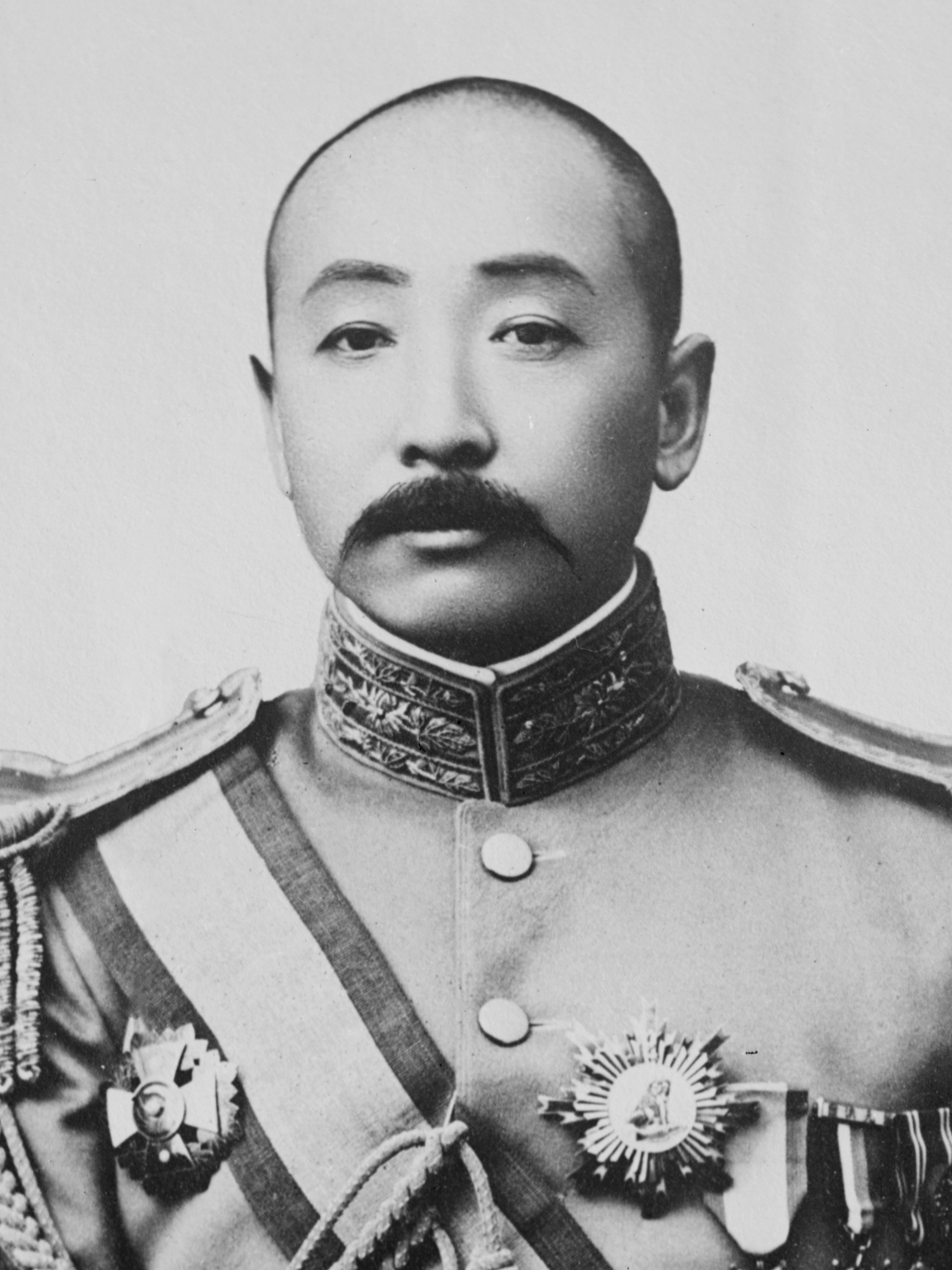
Zhang Zuolin, caudillo militar que controlaba Manchuria y contaba con el apoyo de Japón, tomó la revancha de su anterior derrota a manos de la camarilla de Zhili en esta contienda.

Con su anterior derrota a manos de la camarilla de Zhili en mente, la camarilla de Fengtian se concentró principalmente en la reforma militar y logística. Zhang Zuolin puso en marcha dos iniciativas destinadas a mejorar su ejército tras la retirada al noreste de China.
El Jefe del Estado Mayor, general Yang Yuting, fue nombrado inspector general de la Armería de Fengtian, mientras que Wang Yintai (en chino, 王 荫 泰) fue nombrado director del Departamento de Materiales de la Armería de Fengtian. El arsenal se amplió, alcanzándose una producción anual de alrededor de 150 piezas de artillería (aparte de los morteros).
Se fabricaron más de mil ametralladoras al año y el total de fusiles reparados y nuevos llegó a sesenta mil al año. La producción de proyectiles de artillería (incluidos los de los morteros pesados) ascendió a más de cien mil, mientras que la producción anual de munición para rifles llegó a los seiscientos mil. Además se produjeron gran número de morteros, que se usaron abundantemente durante la guerra.
La fuerza aérea y la marina se reforzaron también. El hijo de Zhang, Zhang Xueliang, fue nombrado director de la Oficina de Aviación, y tuvo por asistentes a Zhou Peibing (en chino, 周培炳) y Yao Xijiu (en chino, 姚 锡 九). Se compraron aviones a Alemania e Italia, llegándose a una fuerza total de cerca de 300 aeronaves divididas en cuatro grupos. Se construyeron nuevos aeródromos en lugares estratégicos. Se fundó un estado mayor naval y una academia en Harbin. Dependiente del cuartel general de seguridad de Fengtian se formó una nueva Dirección de Vigilancia de la Navegación, con Shen Honglie (en chino, 沉 鸿烈) como director. Este reformó la flotilla fluvial del noreste.
Para mejorar las comunicaciones se construyeron nuevos depósitos de agua y carbón en Suizhong, Xingcheng, Hullera y Dayaogou (en chino, 大 窑 沟). Se tendieron nuevas líneas de ferrocarriles para facilitar la evacuación en caso de guerra. Aparecieron nuevas carreteras para un mejor transporte en las zonas sin ferrocarril, y cada ejército contaba con su propio equipo de comunicaciones (teléfono y telégrafo) unido con el cuartel general en la retaguardia. Se asignaron unidades de comunicación a las principales unidades. Para mejorar aún más las comunicaciones por radio, estaciones de radio se instalaron en Shenyang, Harbin y el condado de Jin (en chino, 锦).

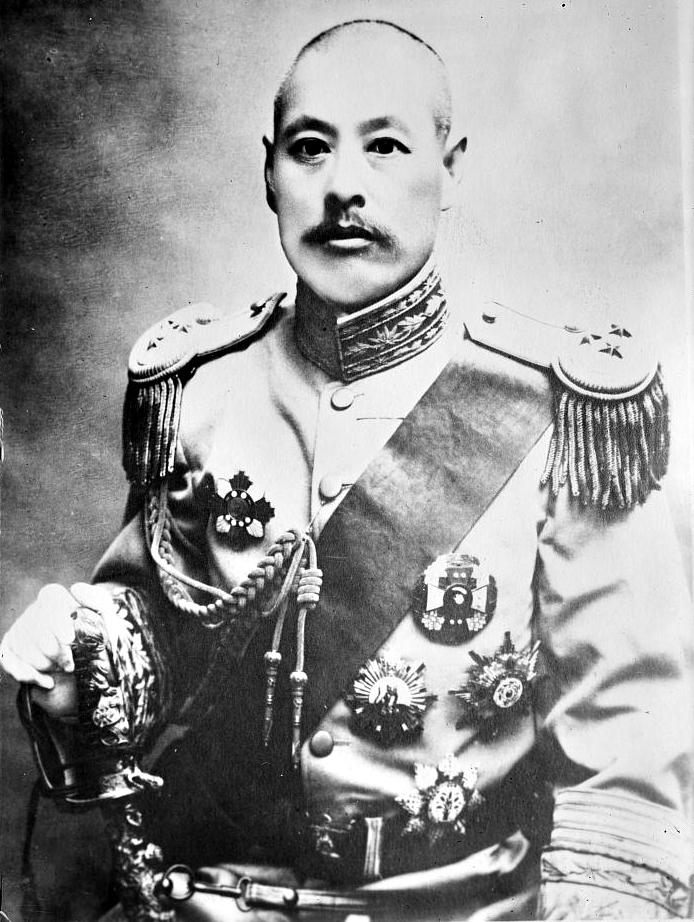
Wu Peifu, principal cabecilla de la camarilla de Zhili que controlaba el gobierno de Pekín, había derrotado anteriormente a sus rivales de Fengtian.

Además de sus mejoras logísticas, la camarilla de Fengtian aplicó reformas militares. Inmediatamente después de la Primera Guerra Zhili-Fengtian, el general de brigada Bao Deshan (en chino, 鲍德 山) y el comandante de regimiento Xu Changyou (en chino, 许昌 有) fueron culpados por la derrota, juzgados en un consejo de guerra y ejecutados en la primavera de 1923.
Se contrataron asesores, tanto en asuntos militares como civiles, con Liang Hongzhi como secretario, entre los que se contaron Wang Jitang (en chino, 王 揖 唐), Zeng Yuxi (en chino, 曾 毓 隽) o Li Sihao (en chino, 李思浩). La oficina del inspector del nordeste de China (en chino, 东三省 巡阅使 署) y la oficina del virreinato de Fengtian (en chino, 奉天 督军 署), restos de la administración de la dinastía Qing, se combinaron para formar la Dirección General de Seguridad del Nordeste de China (en chino, 东三省 保安 司令部) para mejorar la administración.
Se instituyó una Junta de Reorganización del Ejército del Nordeste de China (en chino, 东三省 陆军 整理 处), con la tarea específica de gestionar la reforma de las fuerzas de Fengtian. Se nombró inspector general a Sun Liechen (孙烈臣), virrey de Jilin y a Jiang Dengxuan (姜 登 选) Han Chuntian (en chino, 韩 田春), Li Jinglin (en chino, 李景林), subinspectores. En el verano de 1923, se estableció el cuartel general del ejército Xingcheng-Suizhong en el condado de Suizhong, con Jiang Dengxuan (en chino, 姜 登 选) como jefe, con la intención que, una vez en guerra, se podría convertir rápidamente en uno de los centros de primera línea del frente.
El ejército de Fengtian se amplió a veintiséis brigadas, contando inicialmente con veinticinco, organizadas en tres ejércitos de tres divisiones (ciento cincuenta mil hombres en total). Cada división contaba con tres brigadas. La caballería se amplió de tres a cuatro divisiones, con tres brigadas formando una división y el resto distribuido entre las divisiones de infantería como compañías de caballería. Gracias al aumento de la producción de los arsenales, se crearon seis nuevos regimientos de artillería (equipados con piezas más grandes), alcanzándose los diez.
Cada división se componía de tres brigadas, ya fuesen brigadas de infantería o brigadas combinadas, y cada división tenía un batallón de ingenieros y un batallón de transporte. Las brigadas combinadas fueron reforzadas con una compañía de ingeniería y otras de transporte, aunque no se asignaron formaciones auxiliares a las brigadas de infantería.
Después de este reforma a fondo, la fuerza del ejército de Fengtian ascendía a más de un cuarto de millón de hombres, y su rendimiento había mejorado significativamente. Las mejores tropas se encontraban en la 2.ª Brigada, comandada por Zhang Xueliang, y en la 6.ª Brigada, al mando de Guo Songling, que eran consideradas como las unidades modelo del ejército de Fengtian.

## Preludio
El preludio a la Segunda Guerra Zhili-Fengtian fue la primera guerra Jiangsu-Zhejiang, que estalló el 3 de septiembre de 1924 y proporcionó una excusa directa a la camarilla de Fengtian para comenzar la guerra contra la de Zhili. Al día siguiente, Zhang Zuolin celebró una conferencia en su residencia a la que asistieron los principales comandantes de la camarilla desde el grado de general de brigada. En ella Zhang decidió declarar formalmente la guerra contra la camarilla de Zhili. El 13 de septiembre todos los trenes de la línea Pekín-Fengtian dejaron de circular, como preludio al ataque.

## Planes militares
Al contrario que la camarilla de Zhili, que no realizó una preparación adecuada, la camarilla de Fengtian había elaborado una estrategia cuidadosa desde la primavera de 1923. Esta fue preparada por oficiales del Estado Mayor encabezados por Fu Xingpei (en chino, 傅兴沛) y Yu Guohan (en chino, 于 国 翰).
Supusieron que, si bien la camarilla de Zhili contaba de una superioridad numérica general, sus fuerzas se hallaban dispersas y no podrían concentrarse a tiempo si Fengtian lograba una victoria rápida mediante la concentración de una fuerza de 250 000 hombres contra los principales focos de resistencia. En la estrategia de Fengtian había cuatro objetivos principales:
En primer lugar, aniquilar las fuerzas enemigas y tomar de Pekín y Tianjin. Para lograr esto era necesario primero capturar Shanhaiguan, por lo que una fuerza de ataque de Fengtian tenía que situarse en la región de Xujianling (en chino, 徐家岭) en la orilla occidental de Shi He (en chino, 石河), así como en las regiones adyacentes al norte y al sur de Xujianling.
Una vez que estas regiones fueron aseguradas, las fuerzas de Fengtian tendrían que reunirse cerca de Shanhaiguan y lanzar un asalto para capturarla. Este grupo de ejércitos estaba formado por el I y II Ejércitos, designados Cuerpo Combinado. Después de tomar Shanhaiguan el ataque continuaría hacia Pekín y Tianjin.
Si Shanhaiguan no se pudiera tomar, al menos dos brigadas se destinarían a la región de Qiansuo (en chino, 前所), una estación de ferrocarril 20 kilómetros al este de Shanhaiguan. Después de que esta región fue capturada, la principal fuerza se desplegaría en la zona de Suizhong para realizar otro intento de tomar Shanhaiguan.
A continuación, el II ejército marcharía hacia Rehe, Yi (en chino, 义), y Dayaogou (en chino, 大 窑 沟), 5 km al norte del condado de Jin. Este grupo de Fengtian habría de tomar Chaoyang, Jianping (en chino, 建平) y Chengde, al oeste de Lingyuan (en chino, 凌源), su objetivo principal. La responsabilidad principal de este avance fue asignada a Zhang Zongchang, al mando de la III Brigada combinada, con la excepción de la toma de Chaoyang, que fue asignada a Li Jinglin (en chino, 李景林), al mando de la I División.
Este última avanzaría desde el condado de Yi. Después de la consecución de sus objetivos, el segundo agrupamiento de tropas ayudaría al Cuerpo Combinado a tomar Shanhaiguan, y más tarde Lengkouguan (en chino, 冷 口 关) y Luanzhou (en chino, 滦 州) a través del condado de Qian'an (en chino, 迁安).
En tercer lugar, el grupo de caballería de Fengtian atacaría Rehe desde Zhangwu a través de Jianping (en chino, 建平) y Fuxin, con el objetivo inicial de la captura de Chifeng. El grupo de caballería también había de cubrir el flanco de otras fuerzas de Fengtian y acabar con cualquier enemigo dejado atrás por el avance de sus ejércitos. Cuando la situación lo permitiese, la caballería también debía atacar el flanco de Zhili, atravesando la Gran Muralla a través de los pasos de Xifengkou (en chino, 喜峰口) y Gubeikou (en chino, 古北口).
Por último, la reserva general de Fengtian se ubicaría entre Xingcheng y el condado de Suizhong, para proteger Jinzhou. Contaba con IV Ejército, apoyado en caso necesario por el V Ejército. La fuerza aérea tenía su base en Shenyang, con tres grupos movilizados para la campaña. Dos de estos grupos estaban bajo el mando directo del Cuerpo Combinado, mientras que el resto fue enviado al condado de Yi bajo el mando directo del II Ejército de Zhang Xueliang es. Se construyeron aeródromos adicionales con almacenes para apoyar las operaciones de la fuerza aérea, que fueron principalmente de apoyo de los avances por tierra y de reconocimiento.
Aunque el plan militar se mantuvo sin cambios, partes del mismo no llegaron a efectuarse por la celeridad de la victoria alcanzada.

## Maniobras políticas
Además de la planificación militar, la camarilla de Fengtian también realizó una serie de maniobras políticas para asegurarse la victoria en la guerra, forjando una alianza anti-Zhili con Sun Yat-sen y el caudillo de la camarilla de Anhui Lu Yongxiang (en chino, 卢永 详) que controlaba Zhejiang. Los intentos de fracturar la camarilla de Zhili desde dentro también tuvieron éxito, logrando los de Fengtian convencer a Feng Yuxiang para que desertase.
En la primavera de 1923 Zhang Xueliang escribió personalmente una carta a Feng y envió a su lugarteniente de más confianza, Fu Xingpei (en chino, 傅兴沛) a Pekín para reunirse con él en secreto. Después de llegar a Pekín, Fu se reunió primero con el jefe del Estado Mayor de Feng, Liu Ji (en chino, 刘 骥) en un lugar aislado en Dajue (en chino, 大 觉), Hutong. Liu Fu telefoneó al día siguiente para comunicarle que Feng estaba ansioso de reunirse con él. Fu Xingpei (en chino, 傅兴沛) y Feng Yuxiang se reunieron en Nanyuan, donde Feng informó a Fu que no era seguro para el diplomático permanecer por mucho tiempo en Pekín y le rogó que partiese inmediatamente.
Aunque la primera reunión fue breve, fue fructífera y allanó el camino para las reuniones posteriores entre Feng Yuxiang y representantes de Fengtian, como Guo Yingzhou (en chino, 郭 瀛洲) y Ma Bingnan (en chino, 马炳南). Para evitar sospechas, políticos y militares de la camarilla de Anhui, teóricamente neutral, fueron utilizados como intermediarios. El caudillo militar Wu Guangxin (en chino, 吴光 新), por ejemplo, actuó como mensajero de confianza de ambas partes y viajó personalmente entre Pekín y Shenyang para ayudar en las negociaciones. Cuando la camarilla de Fengtian otorgó a Feng Yuxiang 2 000 000 de yenes de sobornos de origen japonés a cambio de su apoyo y deserción, el dinero fue entregado por el político Deyao Jian (en chino, 贾德耀), de la camarilla de Anhui.

## Orden de batalla
En la guerra se movilizaron alrededor de medio millón de soldados, doscientos mil de ellos por parte de la camarilla de Zhili y un cuarto de millón de la camarilla de Fengtian.

### Orden de batalla de la camarilla Fengtian
Comandante en jefe: Zhang Zuolin
- Jefe del Estado Mayor General: Yang Yuting
- Subjefe del Estado Mayor General: Fu Xingpei (en chino, 傅兴沛)
- 1.º Ejército comandado por Jiang Dengxuan (en chino, 姜 登 选), lugarteniente Han Yichun (en chino, 韩 以 春), incluía:

- 10.ª Brigada Combinada mandado por Sun Xuchang (en chino, 孙旭昌).

- 2.º Ejército comandado por Zhang Xueliang, con el diputado comandante Guo Songling
- 3.º Ejército al mando de Li Jinglin (en chino, 李景林), con el comandante adjunto Zhang Zongchang
- 4.º Ejército al mando del gobernador de Jilin Zhang Zuoxiang, designado como reserva general
- 5.º Ejército al mando del gobernador de Heilongjiang Wu Junsheng, incluyendo:

- 29.ª División
- Dos brigadas combinadas

### Orden de batalla de la camarilla Zhili
Comandante en jefe: Wu Peifu
- 1.º Ejército al mando de Peng Shouhua (en chino, 彭寿华), incluyendo:

- 13.ª brigada combinada al mando de Feng Yurong (en chino, 冯玉荣)

- 2.º Ejército al mando de Wang Huaiqing (en chino, 王怀庆), que incluía:

- Ejército Yi (毅) mandado por Mi Zhengbiao (en chino, 米 振 标)
- 13.ª División

- 3.º Ejército al mando de Feng Yuxiang (que no combatió contra la camarilla de Fengtian y más tarde desertó a su bando)
- Ejército de Henan-Shanxi mandado por Zhang Fulai (en chino, 张福 来)

## Etapa inicial
El 15 de septiembre de 1924 Zhang Zuolin condujo a su ejército de Fengtian a la frontera de Manchuria, enfrentándose al ejército de Wu Peifu, el mejor estratega de la camarilla de Zhili. Avanzando hacia Rehe y Shanhaiguan y el reagrupándose en Suizhong, el I y III ejércitos Fengtian se acercaron a las posiciones de Zhili en Yuguan (en chino, 榆 关). El 18 de septiembre los ejércitos comenzaron la batalla, que se intensificó drásticamente desde el 28 de septiembre. Los asaltos de los de Fengtian en Shanhaiguan fueron rechazados por las fuerzas de Zhili, que, desde sus posiciones defensivas, disfrutaban de la ventaja geográfica.
Mientras tanto y según lo acordado previamente, Sun Yat-sen dirigió personalmente su ejército al norte para evitar que Sun Chuanfang reforzase a sus compañeros de Zhili en el norte, pero la rebelión de Chen Jiongming estalló en Guangzhou. Sun Yat-sen se vio obligado a regresar para sofocar esta rebelión en su base. La batalla en el norte se convirtió en una mera escaramuza, mientras en la del sur fue el primer gran conflicto en el que participaron los cadetes y oficiales entrenados en la Academia Militar de Whampoa. Con la retirada de Sun Yat-sen, los ejércitos de Sun Chuanfang quedaron libres para tomar tanto Zhejiang como Shanghái.
Al contrario que en el asedio a Shanhaiguan, el ejército de Fengtian realizó rápidos progresos en el frente de Rehe. El débil ejército Yi (en chino, 毅) dirigido por Mi Zhengbiao (en chino, 米 振 标) que la camarilla de Zhili había desplegado en esa zona no pudo detener al II ejército de Zhang Zongchang, a pesar de ser reforzado por la XIII División de Wang Huaiqing (en chino, 王怀庆), del II ejército de Zhili.
Entre el 15 de septiembre y 22 de septiembre la vanguardia del II Ejército de Fengtian de Zhang Zongchang alcanzó Chaoyang (en chino, 朝阳) y atacó a Lingyuan (en chino, 凌源). La caballería de Fengtian tomó Fuxing y Jianping (en chino, 建平) después de salir de Zhangwu el 15 de septiembre y, el 7 de octubre, tomó Chifeng. El 9 de octubre, las regiones adyacentes a Chifeng estaban firmemente bajo su control. La reserva de Fengtian aún no se había sumado al combate y la situación de las fuerzas de Zhili era lo bastante grave para que Wu Peifu viajase personalmente a Shanhaiguan.
Sin saberlo las fuerzas de Zhili, la maniobra anterior a la guerra de la camarilla de Fengtian había dado sus frutos: Feng Yuxiang, comandante del III Ejército de Zhili había firmado un pacto secreto con Duan Qirui y Zhang Zuolin, y preparaba el golpe contra sus camaradas. Cuando el II Ejército de Zhili, con Wang Huaiqing (en chino, 王怀庆) la mando, sufrió su derrota inicial y solicitó la ayuda de Feng, este se negó a otorgarla y ordenó a su III Ejército a permaneciese en el paso de Gubeikou (en chino, 古北口).

## Frente de Shanhaiguan

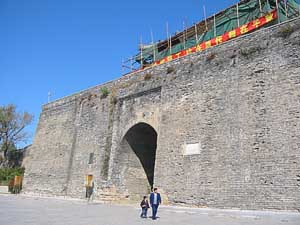
La Gran Muralla en Shanhaiguan, donde se desarrollaron duros combates entre los dos bandos enfrentados en la guerra.

El frente Shanhaiguan consistía en dos grandes sectores: el sector propiamente de Shanhaiguan y el de las Nueve Puertas (en chino, 九 门口; pinyin, Jiumenkou). El I y III ejércitos de Fengtian desplegados en el sector de Shanhaiguan no lograron hacer ningún progreso ya que se enfrentaban a tropas selectas que disfrutaban de la ventaja del terreno.
El estancamiento en el ataque no se rompió hasta el 7 de octubre, cuando los ejércitos de Fengtian lograron avanzar en las Nueve Puertas. Aquí Sun Xuchang (en chino, 孙旭昌), comandante de Fengtian, llevó a su X brigada combinada a la victoria. Feng Yurong (en chino, 冯玉荣), comandante de la XIII Brigada Combinada de Zhili que se le oponía, se suicidó.
El ejército victorioso de Fengtian continuó el ataque, tomando los altos cerca de la región del Campamento de la Puerta de Piedra (en chino, 石门 寨; pinyin, Shimenzhai), y amenazando la retaguardia del ejército de Zhili por su flanco izquierdo. Al darse cuenta este peligro, las tropas de ZHili contraatacaron, encabezadas por la XIV División de Jin Yunpeng. El 12 de octubre Wu Peifu se trasladó personalmente al paso de Yuguan (en chino, 榆 关) para hacerse cargo de la defensa, redistribuyendo los refuerzos a su paso.
Pronto llegaron refuerzos del ejército de Henan-Shanxi, dirigido por Zhang Fulai (en chino, 张福 来), a los de Zhili y, entre el 13 de octubre de 1924 y el 24 de noviembre, atacaron las posiciones de Fegtian cercanas al Campamento de la Puerta de Piedra (en chino, 石门 寨; pinyin, Shimenzhai) en el sector de las Nueve Puertas (pinyin, 九门口). Las tropas de Fengtian, a su vez, reforzaron su líneas con tres brigadas combinadas. Jiang Dengxuan (en chino, 姜 登 选) y Han Yichun (en chino, 韩 以 春), comandante y lugarteniente del I ejército de Fengtian, acudieron a la primera línea para tomar el mando personalmente.
A pesar de los refuerzos y la ventaja del terreno, la defensa de Fengtian se desmoronaba y muchos mandos de batallones y compañías estaban muertos o heridos, sobre todo cerca de Heichuyao (en chino, 黑 出 窑), donde murió un comandante de regimiento llamado Un Lun (en chino, 安伦), el oficial de mayor graduación de Fengtian caído en la guerra. Al mismo tiempo, la principal fuerza de Fengtian en Shanhaiguan no hizo ningún progreso en dos días de continuos ataques contra los defensores de Zhili.
Mientras tanto, el ejército de Fengtian había recibido información no confirmada proporcionada por los japoneses, indicando que la camarilla de Zhili había conseguido la ayuda de trece buques de la naviera Zhengji (en chino, 政 记) para el transporte de tres o cuatro divisiones a la retaguardia de las fuerzas de Fengtian en Dagukou (en chino, 大沽 口). No pudieron, sin embargo, obtener la ubicación exacta elegida para el desembarco de las tropas enemigas, siendo los lugares más probables Yingkou y Huludao.
La mayoría de los oficiales de Fengtian deseaba desplegar la Reserva General en la retaguardia para poder hacer frente al desembarco, pero Fu Xingpei (en chino, 傅兴沛), segundo del estado mayor, se opuso a la idea, alegando que la grave situación en el frente no permitía la división de fuerzas y que la Reserva General había de ser enviada al sector de las Nueve Puertas.
Yang Yuting, jefe del estado mayor de Fengtian, consideraba, por el contrario, que lo escarpado de la zona de las Nueve Puertas dificultaba el despliegue de un gran número de tropas en el sector. Zhang Zuolin ordenó que la Reserva General, bajo el mando de Zhang Zuoxiang (en chino, 张 作 相) fuese enviada a las Nueve Puertas y entrase en combate inmediatamente.

## El momento decisivo
A pesar de hacer entrar en combate a la Reserva General, el ejército de Fengtian fue incapaz de derrotar a su enemigo. Zhang Xueliang y Guo Songling decidieron trasladar secretamente ocho regimientos de infantería y dos brigadas de artillería del sector de Shanhaiguan al de las Nueve Puertas. Estas tropas iban a combatir a las órdenes de Guo Songling, pero un conflicto personal entre oficiales estuvo a punto de arruinar la victoria de los de Fengtian. El incidente comenzó cuando el comandante del batallón de artillería Yan Zongzhou (en chino, 阎 宗周), compañero de clase de Guo Songling, fue retirado del mando.
Guo Songling originalmente tenía el mando de la brigada de artillería de Yan Zongzhou (en chino, 阎 宗周), y solo cuando la guerra había comenzado la brigada de artillería fue temporalmente asignada al I ejército. El comandante de regimiento de artillería Chen Chen (en chino, 陈 琛), relevó entonces del mando a Yan Zongzhou, con la aprobación de Jiang Dengxuan (en chino, 姜 登 选) y Han Yichun (en chino, 韩 以 春), comandante y lugarteniente del I Ejército.
Al conocer la queja de su antiguo compañero Yan Zongzhou, Guo Songling, enfurecido, relevó a su vez a Chen Chen y restituyó a Yan. Jiang Dengxuan y Han Yichun, se sintieron avergonzados por el nepotismo de Guo, y Han Yichun se quejó personalmente a Zhang Zuolin de las acciones de Guo. Zhang ordenó que tanto Yan Zongzhou como Chen Chen retomasen sus antiguos puestos, pero esto solo enfureció más Guo Songling.
Retiró entonces el VIII Regimiento de Infantería del frente, trasladándolo a la retaguardia. Zhang Xueliang partió inmediatamente a buscar a Guo una vez que se enteró de lo sucedido: por suerte para él, se las arregló para encontrar al oficial y para convencerlo de que llevara a cabo el plan de ataque original. La suerte para el ejército de Fengtian residió en que el incidente ocurrió durante la noche y no fue detectado por los adversarios de Zhili, ya que el vacío dejado por Guo en la línea podría haber sido fácilmente explotado.
La X brigada al mando de Sun Xuchang (en chino, 孙旭昌), con el apoyo de la unidad de artillería, fue capaz de tomar las Nueve Puertas y derrotar a los defensores de Zhili.

## Frente de Rehe
En el frente Rehe, el II Ejército de Fengtian comenzó su ofensiva el 22 de septiembre, y logró tomar Lingyuan (en chino, 凌源) y Pingquan. Después de detener brevemente la ofensiva para reabastecerse, Zhang Zongchang renovó su ofensiva contra las fuerzas de Zhili, atacando el collado de Boca Fría (en chino, 冷 口; pinyin, Lengkouguan). Las tropas de Zhili contaban con cuatro divisiones: la 20.ª división comandado por Yan Zhitang (en chino, 阎治堂), la 11.ª División al mando de Dong Zhengguo (en chino, 董 政 国), la 1.ª división de Shaanxi al mando de Hu Jingyi (en chino, 胡景 翼), y la 23.ª División al mando de Wang Chengbin (en chino, 王承斌).
Estas dos últimas habían hecho un pacto secreto con el Feng Yuxiang y no ofrecieron resistencia al avance de Zhang Zongchang. Las dos primeras unidades, dirigidas por oficiales rivales, se negaron a luchar, para preservar sus propias fuerzas. Cuando las fuerzas de Fengtian atacaron el paso, todas las unidades de Zhili se retiraron, abandonando la posición.
Aprovechando la oportunidad, Zhang Zongchang se adentró en territorio enemigo, seguido de cerca por las fuerzas de Li Jinglin (en chino, 李景林). Esta victoria de Fengtian se contrapuso a la noticia de la victoria de Zhili en la primera guerra Jiangsu-Zhejiang, aumentando la probabilidad de una paz pactada entre ambos bandos.

## Final inesperado

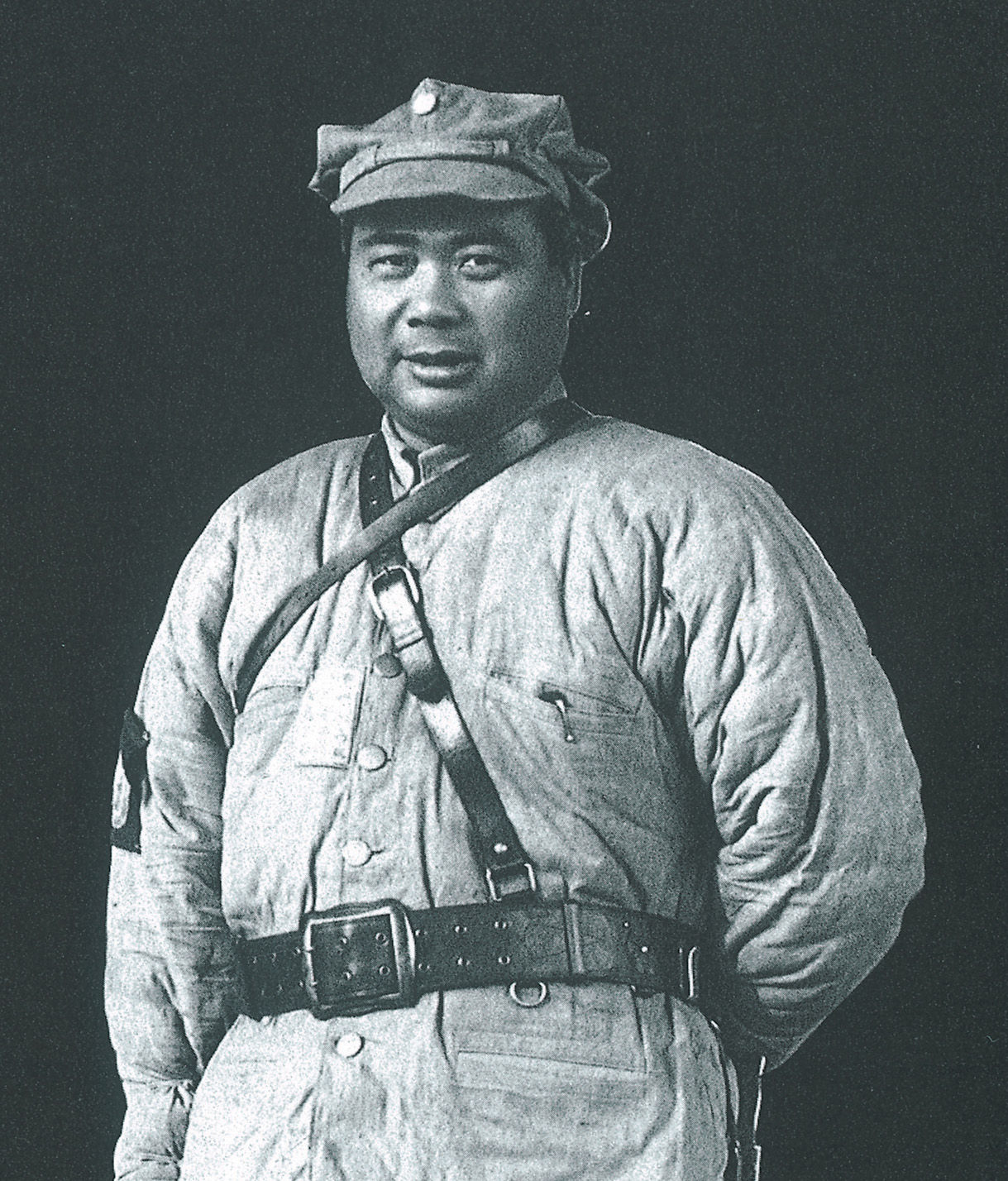
Feng Yuxiang, cuya traición a la camarilla de Zhili facilitó decisivamente la victoria de Zhang Zuolin en la guerra entre las dos bandas.

El 23 de octubre de 1924 Feng Yuxiang, comandante del III Ejército de Zhili, traicionó a sus superiores y dio un golpe de Estado contra el presidente en Pekín, Cao Kun. Cao fue depuesto como presidente y puesto bajo arresto domiciliario. Wu Peifu, que se encontraba aún en el frente de Shanhaiguan, retiró parte de su ejército para acudir al rescate de la capital.
Como resultado, 8.000 hombres de la II y XXVI divisiones fueron retirados el 26 de octubre, dejando únicamente 4.000 hombres para cubrir el sector. Viendo la oportunidad de romper las líneas enemigas, Zhang ordenó a su ejército para perseguir Wu. Zhang Zongchang y Li Jinglin (en chino, 李景林) trasladaron sus tropas hacia el sur a lo largo del río Luan, hacia Luanzhou (en chino, 滦 州), siguiendo hacia Tianjin.
El 18 de octubre, las tropas de Zhang Zongchang tomaron la estación de tren de Luanzhou. Junto con la toma de las Nueve Puertas por parte de Sun Xuchang (en chino, 孙旭昌), la captura por Zhang Zongchang de Luanzhou (滦 州) ayudado definitivamente a asegurar la victoria final de la camarilla de Fengtian en la guerra.
Con apoyo de la infantería, la caballería de Fengtian tomó el desfiladero del Pico Feliz (en chino, 喜 蜂 口; pinyin, Xifengkou), continuando luego su avance. Las tropas Zhili se encontraban desmoralizadas por la noticia de la traición de Feng Yuxiang. Guo Songling, que había causado tantos problemas con su nepotismo, aprovechó la oportunidad para un duro ataque contra las tropas Zhili, logrando el control de vastas regiones.
El 31 de octubre las tropas de Zhili quedaron cercadas entre Qinhuangdao y Shanhaiguan. Solo un puñado de oficiales de alto rango lograron escapar en barcos que salieron de Qinhuangdao. Más de 40 000 soldados de Zhili se rindieron al ejército de Fengtian.
Mientras Wu Peifu se retiraba hacia Tianjin, concentró sus tropas en Yangcun (en chino, 杨村) y telegrafió a las fuerzas de Zhili en Jiangsu, Hubei, Henan, Zhejiang para solicitar refuerzos. Sin embargo, Zheng Shiqi (en chino, 郑士奇), gobernador de Shandong y miembro de la camarilla de Anhui, declaró repentinamente su neutralidad, y tomó Cangzhou y Machang (en chino, 马 厂), dificultando la comunicación entre Wu y sus bases en el centro del país. Además, las fuerzas de Zheng Shishang destruyeron parte de las vías férreas del ferrocarril de Jinpu en Hanzhuang (en chino, 韩庄).
Por su parte, Yan Xishan ordenó a sus fuerzas tomar Shijiazhuang el mismo día, cortando la vía férrea del ferrocarril de Jinghan. Como resultado, Wu Peifu quedó aislado. El 2 de noviembre de 1924 las fuerzas de Feng Yuxiang tomaron Yangcun (en chino, 杨村) y Beicang (en chino, 北 仓), obligando a Wu Peifu a trasladar su cuartel general a Junliangcheng (en chino, 军粮城).
Mientras, el ejército de Fengtian tomaba Tangshan y Lutai (en chino, 芦台). Duan Qirui escribió a Wu Peifu, recomendándole huir por mar. Acorralado por ataques desde varios frentes, Wu no tuvo más remedio que escapar. Con sus dos mil soldados, se embarcó en el transporte militar Huajia (en chino, 华 甲) a las 11:00 a. m. del 3 de noviembre de 1924 y zarpó de Danggu (en chino, 塘沽) hacia el centro de China, donde Sun Chuanfang lo protegió de las incursiones de los de Fengtian.

## Consecuencias
La guerra acabó en la práctica el 3 de noviembre con una pérdida por parte de la camarilla de Zhili de todas sus provincias del norte a manos de Zhang Zuolin y el Guominjun de Feng Yuxiang. La lucha continuó, no obstante, hasta bien entrado 1925 como parte de la primera guerra Jiangsu-Zhejiang con una expedición conjunta Anhui-Fengtian que retomó efímeramente Jiangsu y Shanghái en el mes de enero.
En esta ciudad, se encontró atrapado y sin posible respaldo el caudillo de Zhili Qi Xieyuan, que renunció a su cargo en la metrópoli y huyó a Japón, no sin antes transferir sus ejércitos a Sun Chuanfang. Sun lanzó entonces un contraataque que expulsó a Zhang Zongchang de Zhejiang. Duan entregó Shandong, la última provincia en poder de la camarilla de Anhui, a Zhang como muestra de su alianza con la camarilla de Fengtian.
Se formó un nuevo gobierno provisional con Duan Qirui, de la camarilla de Anhui, como fachada y para equilibrar los intereses de Feng y Zhang. Se invitó a Sun Yat-sen al norte para tratar la reunificación, pero las conversaciones fracasaron debido a su muerte por cáncer. En menos de un año las grandes diferencias entre Feng, cristiano y con apoyo soviético, y Zhang, respaldado por Japón, produjeron que ambos buscasen el apoyo de su reciente enemigo, la camarilla de Zhili.
En enero de 1926 la camarilla de Zhili dio su apoyo a Zhang. Feng logró por su parte la deserción de Guo Songling (que seguía resentido por cómo le habían tratado durante la batalla de las Nueve Puertas) de la camarilla de Fengtian, lo que desató la guerra Anti-Fengtian que duró hasta abril de 1926. Esta llevaría a la caída del gobierno provisional.
La guerra de 1924 fue más destructiva que los enfrentamientos anteriores entre los caudillos militares chinos, llevando a la bancarrota al gobierno de Pekín. Con el crecimiento del número de ciudadanos chinos que veían en el KMT y en los comunistas el nuevo liderazgo del país, se comenzó a desprestigiar a los dirigentes del norte, apodándoselos a menudo junfa ("señores de la guerra").
En este momento el KMT y los comunistas se hallaban aliados en el Primer Frente Unido, que controlaba la provincia de Cantón, y recibieron el apoyo de los soviéticos. La debilidad de la administración de los caudillos militares y la victoria del projaponés Zhang Zuolin fueron dos de las múltiples causas que condujeron a la reacción nacionalista llamada el Movimiento del 30 de mayo.